# Vesna (zespół muzyczny)
Vesna – czeski zespół muzyczny wykonujący muzykę folkową założony w 2016 roku. Reprezentantki Czech w 67. Konkursie Piosenki Eurowizji (2023).

## Historia
Zespół został założony w 2016 roku przez Patricie Fuxová, która chciała stworzyć grupę celebrującą kobiecość i słowiańskie korzenie. Do zespołu dołączyły: skrzypaczka Bára Šůstková oraz flecistki Andrea Šulcová i Bułgarka Tanita Jankowa, które Fuxová poznała na studiach.  W 2017 zespół wydał pierwszą piosenkę „Morana”, nagraną we współpracy z Czeską Narodową Orkiestrą Symfoniczną. W tym samym roku członkinie grupy wydały również single: „Mokoš”, „Vesna” i „Živa”.
W 2018 zespół opuściły Šulcová i Jankowa, która później wróciła do grupy. Szeregi zespołu zasiliły pianistka Rosjanka Olesia Ochepovská i perkusistka Markéta Vedralová. W listopadzie wydały debiutancki album pt. Pátá Bohyně z 13 utworami. W tym samym roku zostały nominowane w kategorii odkrycie roku w czeskim konkursie muzycznym Anděl 2018. W czerwcu 2019 we współpracy z Verą Martinová wydały piosenkę „Bílá laň”, a w lipcu utwór „Bečva”, nagrany z piosenkarką Zuzaną Smatanovą. W 2019 wydały piosenkę „Don't Forget” oraz odbyły swoją pierwszą, klubową trasę koncertową pt. #MyaVy, która obejmowała występy w Czechach i Słowacji. W październiku 2020 wydały album pt. Anima, który zawierał 11 utworów.
W lutym 2023 z piosenką „My Sister’s Crown” zwyciężyły w finale programu ESCZ 2023, uzyskując tym samym prawo do reprezentowania Czech w 67. Konkursie Piosenki Eurowizji w Liverpoolu. 9 maja wystąpiły jako trzynaste w kolejności w pierwszym półfinale konkursu i z czwartego miejsca zakwalifikowały się do finału, który został rozegrany 13 maja. Zajęły w nim 10. miejsce po zdobyciu 129 punktów, w tym 35 pkt od telewidzów (17. miejsce) i 94 pkt od jurorów (10. miejsce). W lipcu 2023 Jankowa ponownie opuściła zespół.

## Dyskografia

### Albumy
| Rok                                                     | Dane dot. albumu                                                                 | Najwyższa pozycja na liście |
| Rok                                                     | Dane dot. albumu                                                                 | CZE                         |
| ------------------------------------------------------- | -------------------------------------------------------------------------------- | --------------------------- |
| 2018                                                    | Pátá bohyně - Wydany: 20 listopada 2018 - Wytwórnia: Warner Music Czech Republic | 48                          |
| 2020                                                    | Anima - Wydany: 22 maja 2020 - Wytwórnia: Warner Music Czech Republic            | –                           |
| „–” oznacza, że album nie był notowany na danej liście. |                                                                                  |                             |

### Minialbumy
| Rok  | Dane dot. albumu                                     |
| ---- | ---------------------------------------------------- |
| 2023 | Muzika - Wydany: 14 maja 2023 - Wytwórnia: Ruka Hore |

### Single
| Rok                                                      | Tytuł                               | Najwyższe pozycje na listach | Najwyższe pozycje na listach | Najwyższe pozycje na listach | Najwyższe pozycje na listach | Najwyższe pozycje na listach | Najwyższe pozycje na listach | Najwyższe pozycje na listach | Najwyższe pozycje na listach | Najwyższe pozycje na listach | Najwyższe pozycje na listach | Album lub Minialbum |
| Rok                                                      | Tytuł                               | CZE                          | CZE                          | FIN                          | GRE                          | NLD                          | ISL                          | LTU                          | POL                          | SWE                          | UK                           | Album lub Minialbum |
| Rok                                                      | Tytuł                               | Digital                      | Radio Top 50 CZ              | FIN                          | GRE                          | Tip                          | ISL                          | LTU                          | Streaming                    | SWE                          | Download                     | Album lub Minialbum |
| -------------------------------------------------------- | ----------------------------------- | ---------------------------- | ---------------------------- | ---------------------------- | ---------------------------- | ---------------------------- | ---------------------------- | ---------------------------- | ---------------------------- | ---------------------------- | ---------------------------- | ------------------- |
| 2017                                                     | „Světlonoš” (oraz Terezia Kovalová) | –                            | –                            | –                            | –                            | –                            | –                            | –                            | –                            | –                            | –                            | Pátá bohyně         |
| 2018                                                     | „Kytička”                           | –                            | –                            | –                            | –                            | –                            | –                            | –                            | –                            | –                            | –                            | Pátá bohyně         |
| 2018                                                     | „Láska z Kateřinic”                 | –                            | –                            | –                            | –                            | –                            | –                            | –                            | –                            | –                            | –                            | Pátá bohyně         |
| 2019                                                     | „Bílá laň”                          | –                            | –                            | –                            | –                            | –                            | –                            | –                            | –                            | –                            | –                            | Anima               |
| 2019                                                     | „Nezapomeň”                         | –                            | 41                           | –                            | –                            | –                            | –                            | –                            | –                            | –                            | –                            | Anima               |
| 2020                                                     | „Voda”                              | –                            | –                            | –                            | –                            | –                            | –                            | –                            | –                            | –                            | –                            | Anima               |
| 2020                                                     | „Downside”                          | –                            | –                            | –                            | –                            | –                            | –                            | –                            | –                            | –                            | –                            | –                   |
| 2020                                                     | „Vlčí oči”                          | –                            | –                            | –                            | –                            | –                            | –                            | –                            | –                            | –                            | –                            | Anima               |
| 2021                                                     | „Vse stoji (Ne dojamem)”            | –                            | –                            | –                            | –                            | –                            | –                            | –                            | –                            |                              | –                            | –                   |
| 2022                                                     | „Pomiluj mě”                        | –                            | –                            | –                            | –                            | –                            | –                            | –                            | –                            | –                            | –                            | –                   |
| 2022                                                     | „Love Me”                           | –                            | –                            | –                            | –                            | –                            | –                            | –                            | –                            | –                            | –                            | –                   |
| 2023                                                     | „My Sister's Crown”                 | 15                           | –                            | 21                           | 38                           | 20                           | 17                           | 17                           | 64                           | 86                           | 64                           | –                   |
| 2023                                                     | „Hej mami”                          | –                            | –                            | –                            | –                            | –                            | –                            | –                            | –                            | –                            | –                            | Muzika              |
| 2023                                                     | „Wolfrunners”                       | –                            | –                            | –                            | –                            | –                            | –                            | –                            | –                            | –                            | –                            | –                   |
| „–” oznacza, że singel nie był notowany na danej liście. |                                     |                              |                              |                              |                              |                              |                              |                              |                              |                              |                              |                     |

### Inne notowane utwory
| Rok                                                      | Tytuł                 | Najwyższe pozycje na listach | Album |
| Rok                                                      | Tytuł                 | CZE                          | Album |
| Rok                                                      | Tytuł                 | Radio Top 50 CZ              | Album |
| -------------------------------------------------------- | --------------------- | ---------------------------- | ----- |
| 2020                                                     | „Na dračích perutích” | 33                           | Anima |
| „–” oznacza, że singel nie był notowany na danej liście. |                       |                              |       |